# Himbe
Himbe est un hameau de la commune d'Ouffet dans la province de Liège en Région wallonne (Belgique). 
Avant la fusion des communes, Himbe faisait déjà partie de la commune d'Ouffet.

## Situation
Ce hameau du sud du Condroz se situe sur un plateau cultivé surmontant la vallée boisée du Néblon qui coule au sud. L'altitude y avoisine les 270 m. Le centre d'Ouffet se trouve à 3,5 km au nord du hameau.

## Description
Himbe est avant tout connu pour son château construit dès le XVIIe siècle à côté d'une tour fortifiée datant du XVIe siècle. Ce château comprend une chapelle, une ancienne forge et une ferme en carré accessible par une tour porche. Ces constructions ont été réalisées en moellons de calcaire donnant au hameau une belle unité de ton. Le château (que l'on ne visite pas) est entouré d'un beau parc arboré. Quelques maisons complètent le hameau.